# Bernadett Határ
Bernadett Határ (ur. 24 sierpnia 1994 w Pásztó) – węgierska koszykarka, reprezentantka kraju, występująca na pozycji środkowej, obecnie zawodniczka Sopronu Basket.
19 lutego 2020 została zawodniczką Indiany Fever. 11 marca 2021 zawarła kolejną umowę z Indianą Fever na okres obozu treningowego. 8 czerwca 2023 opuściła skład Indiany Fever.

## Osiągnięcia
Stan na 13 czerwca 2023, na podstawie, o ile nie zaznaczono inaczej.

### Drużynowe
- Mistrzyni Węgier (2016–2019, 2021–2023)[5]
- Wicemistrzyni Euroligi (2018)
- Zdobywczyni pucharu Węgier (2017, 2019–2023)[5]
- Finalistka pucharu Węgier (2016, 2018)
- 4. miejsce w Eurolidze (2019, 2021)

### Indywidualne
(* – nagrody i wyróżnienia przyznane przez portal eurobasket.com)
- Zaliczona do II składu ligi węgierskiej (2022)*[5]

### Reprezentacja
Seniorska
- Uczestniczka:
  - mistrzostw Europy (2015 – 17. miejsce, 2017 – 12. miejsce, 2019 – 7. miejsce)
  - kwalifikacji do Eurobasketu (2017, 2019, 2021, 2023)

Młodzieżowe
- Uczestniczka mistrzostw Europy:
  - U–20 (2013 – 15. miejsce)
  - U–18 dywizji B (2012 – 4. miejsce)